# Parque Explora
Parque Explora es un museo interactivo de ciencias en Medellín, Colombia. Está formado por un acuario con énfasis en la Amazonía, un Planetario, un taller público de experimentación -Exploratorio- y más de 300 experiencias interactivas  para la apropiación social del conocimiento. Cuenta con exposiciones dedicadas a temas como las neurociencias, la música, el tiempo, las historias de la gente y los medios de comunicación que han permitido contarlas. Cuenta con 4 salas interactivas y un acuario gigante
Está dirigido desde 2014 por el diseñador industrial Andrés Roldán. El arquitecto Alejandro Echeverri fue el diseñador de este museo.  Combina espacios interiores y exteriores teniendo como centro cuatro "cajas" rojas.

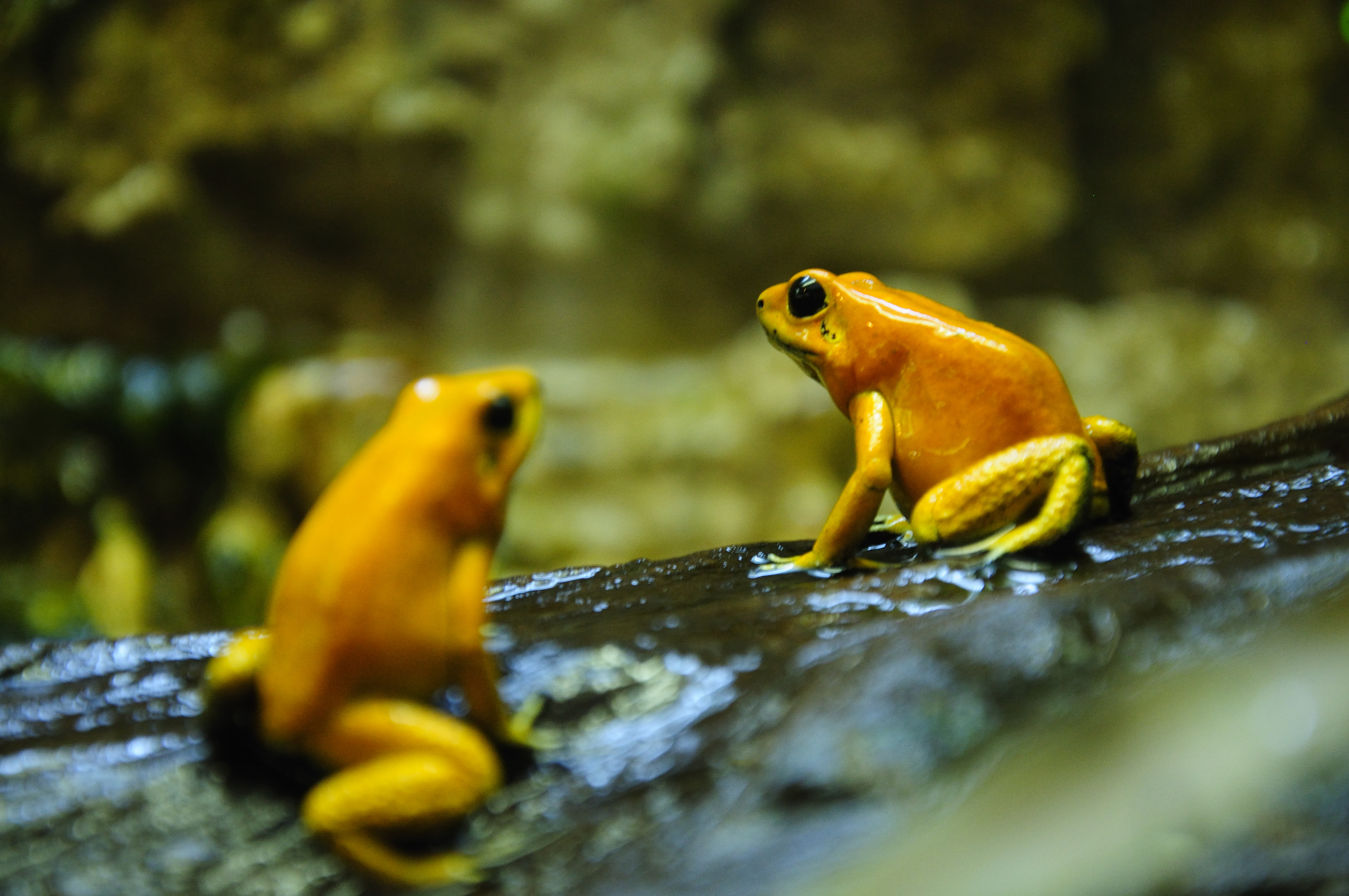
Rana dardo dorada en el Vivario Explora

## Acuario de Medellín
El Acuario de Medellín es una instalación marina y acuática destinada a la exhibición, de las principales especies acuáticas de Colombia, tanto de río (agua dulce), como de mar (agua salada). 
Es uno de los mayores acuarios de América del Sur, con un total de 1.300 metros construidos en vidrio y hormigón.

### Características
Cuenta con 14 peceras de agua dulce y 9 peceras de agua salada, para un total de 23, que simulan el hábitat natural de sus habitantes.
Según la alcaldía de Medellín, el acuario tiene dos propósitos, ofrecer al visitante el contacto cercano con peces imposibles de ver fuera de su hábitat natural y además ser uno de los grandes atractivos turísticos del país.
Otro propósito consistiría en "provocar una conciencia sobre la existencia y la importancia de las riquezas y tesoros ecológicos del territorio colombiano".

### Especies marinas
El acuario cuenta con muchas especies exóticas. Entre ellas Pirarucú, un gigantesco pez considerado el Rey del agua dulce, especie de dinosaurio marino que puede crecer hasta cuatro metros. También hay cachamas, pirañas, arapaimas, arawanas, anémonas, pez moneda y pez tigre, entre otras.
En total habitan en el Acuario 400 especies, para un total de 4.024 individuos marinos, traídos de los ríos Orinoco, Amazonas y Magdalena, entre otros, así como una gran cantidad de especies de mar
En las 9 peceras de agua salada contienen ecosistemas marinos del Caribe y el Pacífico, en peceras de tipo coralino.

## Ubicación y acceso
El Parque Explora está localizado en el área norte de la ciudad de Medellín, conocida como la Zona Norte, entre el Parque Norte y el Jardín Botánico de Medellín. Se puede llegar al museo a través de la línea A del Metro, haciendo parada en la estación Universidad, cercana también a la Universidad de Antioquia.